# Нотець
Но́тець, также Нотец (пол. Noteć, нем. Netze, этимологическое вост.-слав. соответствие «Нототь»), Нетцы — река в Польше, правый, самый длинный приток реки Варты. 
Длина реки 391 километр, площадь бассейна 17 302 км².
Быдгощский канал (XIX век) связывает Нотець с рекой Брдой. На реке Нотець находится город Иновроцлав.
Быдгощский канал в настоящее время почти не используется и регулируется 22 шлюзами, которые находятся в полностью рабочем состоянии.